# Calliopius columbianus
Calliopius columbianus är en kräftdjursart som beskrevs av Edward Lloyd Bousfield och Hendrycks 1997. Calliopius columbianus ingår i släktet Calliopius och familjen Calliopiidae. Inga underarter finns listade i Catalogue of Life.